# Девід Джон де Лаубенфельс
Девід Джон де Лаубенфельс (англ. David John de Laubenfels, 1925—2016) — американський ботанік і географ, відомий як експерт із тропічних хвойних дерев.

## Життєпис
Лаубенфельс отримав ступінь бакалавра з географії в Університеті Колгейт у Гамільтоні, штат Нью-Йорк, у 1949 році. Він отримав ступінь магістра з географії в 1950 році та ступінь доктора філософії з географії та ботаніки в Університеті Іллінойсу в 1953 році. З 1953 по 1958 рік він був асистентом професора географії, потім до 1959 року доцентом географії в Університеті Джорджії в Атенсі. З 1959 по 1971 рік він був доцентом географії Сіракузського університету в Сіракузах, штат Нью-Йорк, а з 1971 по 1993 рік — професором географії там. З 1993 року Лаубенфельс був почесним, але продовжував публікуватися. Помер 6 лютого 2016 року.

## Вшанування
- Araucaria laubenfelsii
- Podocarpus laubenfelsii

## Вибрані праці

### З ботаніки
- The External Morphology of Coniferous Leaves. In: Phytomorphology. 3. 1953, P. 1–20.
- The Primitiveness of Polycotyledony Considered with Special Reference to the Cotyledonary Condition in Podocarpaceae. In: Phytomorphology. 12. 1962, P. 196–300
- A revision of the Malesian and Pacific rainforest conifers, I. Podocarpaceae in parts. In: Journal of the Arnold Arboretum. 50. 1969, P. 274–314
- The Vegetation Formations of Latin America. In: Revista Geog. 72. 1970, P. 96–138
- Gymnospermes, Flore de la Nouvelle-Calédonie et Dépendances. 1972
- Mapping the World’s Vegetation. 1975.
- The Taxonomy of Philippine Coniferae and Taxaceae. In: Kalikasan. 7. 1978, P. 117–152
- Podocarpaceae. In: Flora de Venezuela. 11. 1982, P. 7–41
- A Taxonomic Revision of the Genus Podocarpus. In: Blumea. 30. 1985, P. 251–279
- Coniferales, Flora Malesiana. 1988
- A Taxonomic Revision of the Genera Cycas and Epicycas. In: Blumea. 43. 1998, P. 351–400
- A New Species of Podocarpus from the Maquis of New Caledonia. In: New Zealand Journal of Botany. 41. 2003, P. 715–718

### З географії
- A Geography of Plants and Animals. 1970
- Ethnic Geography of the Neolithic. In: Mankind Quarterly. 22. 1981, P. 119–143
- The Upper Palaeolithic Revolution. In: Mankind Quarterly. 23, 1983, P. 329–356
- A Rift Relationship for Earthquakes in Eastern North America. In: Geog. Rev. 77. 1987, P. 196–208
- It’s Hard to Believe in Infinity. 1992